# Sant Martí Sarroca
Sant Martí Sarroca település Spanyolországban, Barcelona tartományban. Lakosainak száma 3391 fő (2024).

## Földrajza
Sant Martí Sarroca Torrelles de Foix, Font-rubí, Vilobí del Penedès, Pacs del Penedès, Santa Margarida i els Monjos, Castellví de la Marca és El Montmell községekkel határos.

## Népesség
A település lakosságának változását az alábbi diagram mutatja:
| Lakosok száma | 473  | 2039 | 2536 | 2294 | 2326 | 2650 | 3142 | 3130 | 3264 | 3391 |
|               | 1717 | 1887 | 1936 | 1960 | 1986 | 2004 | 2009 | 2014 | 2019 | 2024 |